# كلوي فينمان
كلوي فينمان (مواليد 20 يوليو 1988) هي ممثلة وكاتبة أمريكية، في 2021 أصبحت شخصية رئيسية في برنامج ساترداي نايت لايف.

## وصلات خارجية
- كلوي فينمان على موقع IMDb (الإنجليزية)
- كلوي فينمان على موقع ميوزك برينز (الإنجليزية)
- كلوي فينمان على موقع قاعدة بيانات الفيلم (الإنجليزية)